# 魚拓とシックスハンターDX
魚拓とシックスハンターDX 〜メガセクシーバトル〜（ぎょたくとしっくすはんたーでらっくす めがせくしーばとる）は、2018年4月6日から2020年3月13日までテレビ愛知で放送されたパチスロ番組。放送時間は金曜日の25:00 - 25:30。

## 概要
かつてテレビ愛知で放送されていたパチンコ・パチスロ番組『シックスハンター』が6年振り復活。
業界で絶大な人気を誇るパチスロライター・木村魚拓を倒すため、謎のボスがトップセクシーアイドルを集め新ユニット「シックスハンターDX」を結成。困難を乗り越え勝利を目指す。
スタジオ内に2台設置された同一のパチスロ機で、魚拓とハンターの内の1人が対戦。ハンターは2回連続で出演する。
ハンターの1人だった三上悠亜が#54で番組降板してからは、シークレットハンターと呼ばれる5人の中から1人が6人目のハンターとなる。
番組はコンコルドグループの1社提供。
2020年3月13日放送の#97を最後に放送が休止されていたが、2021年6月1日にYouTubeチャンネル『シックスハンターinコンコルド』で3番組（「トレジャーハンター」「サバイバルハンター」「セクシーハンター」）を配信する形式にリニューアルすると発表された。

## 競技ルール
- 各自ライフ100ポイントで対戦をスタート
- 大当たりを引くと相手のライフが減少
- 定められたライフを割ると指令を行う（指令は罰ゲーム的なもので、内容は木村とハンターとで異なるものが課せられる）

## 出演者
- 木村魚拓

- シックスハンター 
  - 桃乃木かな
  - 高橋しょう子
  - 波多野結衣
  - 天使もえ
  - 大槻ひびき

- シークレットハンター
  - 希崎ジェシカ
  - 希島あいり
  - AIKA
  - 白石茉莉奈
  - 古川いおり

- 井田将勝（実況・進行役）
- 福田一（解説（コンコルド社員））

## スタッフ
- ナレーション：藤田ようこ
- 編集：片山あゆ
- CG：明比亮輔
- デスク：本間直
- ディレクター：鮫島和隆　水谷新
- AD：阪口竜
- プロデューサー：田中雅也
- AP：松葉健
- 協力：ダイコク電機株式会社　株式会社竹屋
- 制作協力：放送映画
- 企画：三協エージェンシー
- 制作・著作：映像ウェーブ